# Georges Gilkinet
Georges Gilkinet (ur. 25 stycznia 1971 w Namurze) – belgijski i waloński polityk, działacz partii Ecolo, deputowany, w latach 2020–2025 wicepremier i minister na szczeblu federalnym.

## Życiorys
Uzyskał licencjat z komunikacji społecznej, ukończył uczelnię IHECS. Był współpracownikiem redakcji sportowej stacji telewizyjnej Canal C, pracował też jako koordynator organizacji młodzieżowych.
Działacz ugrupowania Ecolo. W latach 2001–2004 był współpracownikiem wspólnotowego ministra Jeana-Marca Nolleta, później do 2007 pełnił funkcję doradcy frakcji poselskiej swojego ugrupowania. Został też przewodniczącym rady miejscowości Assesse. W 2007 po raz pierwszy uzyskał mandat posła do federalnej Izby Reprezentantów. W 2010, 2014 i 2019 z powodzeniem ubiegał się o reelekcję.
W październiku 2020 w nowym rządzie federalnym, na czele którego stanął Alexander De Croo, objął urzędy wicepremiera oraz ministra do spraw mobilności. Sprawował te funkcje do lutego 2025.
Kawaler Orderu Leopolda.